# Kieskring Brussel-Hoofdstad
Het tweetalige arrondissement Brussel-Hoofdstad, bestaande uit 19 gemeenten die ook het Brussels Hoofdstedelijk Gewest vormen, is een kieskring bij de regionale verkiezingen voor het Brussels Hoofdstedelijk Parlement (en de Raden van de Gemeenschapscommissies) en bij de federale verkiezingen ook voor de Kamer van volksvertegenwoordigers (sinds het Vlinderakkoord van 2012). Op basis van de stem bij de regionale verkiezingen stemt men ook ofwel rechtstreeks voor het Vlaams Parlement of onrechtstreeks voor het Parlement van de Franse Gemeenschap.
Al deze parlementen en raden zetelen ook in Brussel-Stad.

## Structuur
| Brussel-Hoofdstad | Brussel-Hoofdstad | Supranationaal                           | Nationaal                                | Nationaal                                              | Gemeenschap | Gewest                                                 | Provincie                                              | Arrondissement      | Provinciedistrict   | Kanton              | Gemeente        | District         |
| ----------------- | ----------------- | ---------------------------------------- | ---------------------------------------- | ------------------------------------------------------ | --- | ------------------------------------------------------ | ------------------------------------------------------ | ------------------- | ------------------- | ------------------- | --------------- | ---------------- |
| Administratief    | Niveau            | Europese Unie                            | België                                   | België                                                 | Vlaamse Gemeenschap Franse Gemeenschap | Brussels Hoofdstedelijk Gewest                         | Brussel-Hoofdstad                                      | Brussel-Hoofdstad   | Brussel-Hoofdstad   | Brussel-Hoofdstad   | 19              | -                |
| Administratief    | Bestuur           | Europese Commissie                       | Belgische regering                       | Belgische regering                                     | Vlaamse regering Franse Gemeenschapsregering --- College v.d. Vlaamse Gemeenschapscommissie College v.d. Franse Gemeenschapscommissie College v.d. Gemeenschappelijke Gemeenschapscommissie | Brusselse Hoofdstedelijke Regering                     | Deputatie                                              | Deputatie           | Deputatie           | Deputatie           | Gemeentebestuur | Districtscollege |
| Administratief    | Raad              | Europees Parlement                       | Kamer van volksvertegenwoordigers        | Kamer van volksvertegenwoordigers                      | Vlaams Parlement Parlement van de Franse Gemeenschap * * * Vlaamse Gemeenschapscommissie Franse Gemeenschapscommissie Gemeenschappelijke Gemeenschapscommissie                              | Brussels Hoofdstedelijk Parlement                      | Arrondissementsraad                                    | Arrondissementsraad | Arrondissementsraad | Arrondissementsraad | Gemeenteraad    | Districtsraad    |
| Kiesomschrijving  | Kiesomschrijving  | Frans Kiescollege Nederlands Kiescollege | Frans Kiescollege Nederlands Kiescollege | Kieskring Brussel-Hoofdstad (Kieskring Vlaams-Brabant) | Kieskring Brussel-Hoofdstad (Kieskring Vlaams-Brabant) | Kieskring Brussel-Hoofdstad (Kieskring Vlaams-Brabant) | Kieskring Brussel-Hoofdstad (Kieskring Vlaams-Brabant) | Brussel-Hoofdstad   | Brussel-Hoofdstad   | 8                   | 19              | 9                |
| Verkiezing        | Verkiezing        | Europese                                 | Federale                                 | Federale                                               | Vlaamse | Vlaamse                                                | Provincieraads-                                        | Provincieraads-     | Provincieraads-     | Provincieraads-     | Gemeenteraads-  | Districtsraads-  |

### Brussels Hoofdstedelijk Parlement (en Raden van de Gemeenschapscommissies)
De inwoners van de 19 Brusselse gemeenten verkiezen de 89 leden van het Parlement van het Brussels Hoofdstedelijk Gewest in één kieskring. Van deze 89 leden zijn er 72 voorbehouden aan de Franse taalgroep en 17 aan de Nederlandse taalgroep.
De Nederlandstalige verkozenen zetelen tevens in de Raad van de Vlaamse Gemeenschapscommissie, terwijl de Franstalige verkozenen in de Raad van de Franse Gemeenschapscommissie zetelen. Beide groepen zetelen in de Raad van de Gemeenschappelijke Gemeenschapscommissie, dat in samenstelling dus identiek is aan het Brussels Hoofdstedelijk Parlement.
Nederlandstalig kiescollege
| Brussel-Hoofdstad | Brussel-Hoofdstad                                             | 2004   | 2004   | 2009  | 2009   | 2014   | 2014   | 2019   | 2019   | 2024   | 2024   |
| Partij            | Partij                                                        | %      | Zetels | %     | Zetels | %      | Zetels | %      | Zetels | %      | Zetels |
| ----------------- | ------------------------------------------------------------- | ------ | ------ | ----- | ------ | ------ | ------ | ------ | ------ | ------ | ------ |
|                   | Groen                                                         | 9,81   | 1      | 11,2  | 2      | 17,89  | 3      | 20,61  | 4      | 22,82  | 4      |
|                   | Team Fouad Ahidar                                             | -      | -      | -     | -      | -      | -      | -      | -      | 16,47  | 3      |
|                   | N-VA                                                          | -      | -      | 5,01  | 1      | 16,99  | 3      | 17,97  | 3      | 11,91  | 2      |
|                   | VLD-Vivant1 / Open Vld2                                       | 19,901 | 4      | 23,12 | 4      | 26,732 | 5      | 15,792 | 3      | 10,622 | 2      |
|                   | Vl.Blok1 / Vl.Belang2                                         | 34,071 | 6      | 17,52 | 3      | 5,622  | 1      | 8,342  | 1      | 10,542 | 2      |
|                   | sp.a-Spirit1 / sp.a2 / one.brussels-sp.a3 / Vooruit.brussels4 | 17,681 | 3      | 19,52 | 4      | 19,542 | 3      | 15,062 | 3      | 10,014 | 2      |
|                   | PVDA                                                          | -      | -      | 1,18  | -      | -      | -      | 4,27   | 1      | 6,99   | 1      |
|                   | CD&V-N-VA1 / CD&V2                                            | 16,771 | 3      | 14,92 | 3      | 11,422 | 2      | 7,472  | 1      | 6,352  | 1      |
|                   | LDD                                                           | -      | -      | 3,78  | -      | -      | -      | -      | -      | -      | -      |
|                   | SLP                                                           | -      | -      | 0,7   | -      | -      | -      | -      | -      | -      | -      |
|                   | Agora                                                         | -      | -      | -     | -      | -      | -      | 5,18   | 1      | -      | -      |
|                   | Anderen(*)                                                    | 1,78   | 0      | 3,25  | 0      | 1,82   | 0      | 5,31   | 0      | 3,29   | 0      |

 (*) 2004: BUB (0,82%), VDB (0,50%), FIRE (0,46%) / 2009: Pro Bruxsel (2,36%), BUB (0,89%) / 2014: Pro Bruxsel (1,24%), PENSIO(EN) PLUS (0,58%) / 2019: Be.One (4,32%),DierAnimal (0,99%) / 2024: Viva Palestina! (2,42%), Voor U (1,16%), Volt Europa (0,71%) / 
Franstalig kiescollege
| Brussel-Hoofdstad | Brussel-Hoofdstad                         | 2004   | 2004   | 2009  | 2009   | 2014   | 2014   | 2019   | 2019   | 2024   | 2024   |
| Partij            | Partij                                    | %      | Zetels | %     | Zetels | %      | Zetels | %      | Zetels | %      | Zetels |
| ----------------- | ----------------------------------------- | ------ | ------ | ----- | ------ | ------ | ------ | ------ | ------ | ------ | ------ |
|                   | MR                                        | 32,49  | 25     | 29,8  | 24     | 23,03  | 18     | 16,87  | 13     | 25,95  | 20     |
|                   | PS                                        | 33,35  | 26     | 26,2  | 21     | 26,58  | 21     | 22,03  | 17     | 22,05  | 16     |
|                   | PTB+PVDA+1 / PTB+2 / PTB-PVDA-GO!3 / PTB4 | 0,571  | -      | 0,8 2 | -      | 3,863  | 4      | 13,474 | 10     | 20,922 | 8      |
|                   | cdH1 / Les Engagés2                       | 14,081 | 10     | 14,81 | 11     | 11,731 | 9      | 7,581  | 6      | 10,682 | 8      |
|                   | Ecolo                                     | 9,69   | 7      | 20,2  | 16     | 10,11  | 8      | 19,12  | 15     | 9,85   | 7      |
|                   | FDF1 / DéFI2                              | -      | -      | -     | -      | 14,811 | 12     | 13,812 | 10     | 8,112  | 6      |
|                   | Listes Destexhe                           | -      | -      | -     | -      | -      | -      | 2,59   | -      |        |        |
|                   | DierAnimal                                | -      | -      | -     | -      | -      | -      | 1,32   | 1      |        |        |
|                   | PP                                        | -      | -      | -     | -      | 1,94   | -      | 1,70   | -      |        |        |
|                   | FN                                        | 5,42   | 4      | 1,91  | -      | -      | -      | -      | -      |        |        |
|                   | FNB                                       | 0,68   | -      | 0,14  | -      | -      | -      | -      | -      |        |        |
|                   | Anderen(*)                                | 3,72   | 0      | 6,02  | 0      | 7,91   | 0      | 1,56   | 0      | 2,05   | 0      |

 (*) 2004: PJM (1,08%), CDF (0,99%), PCP (0,84%), RWF (0,40%),  Ludocratie (0,17%), BUB (0,16%), PH (0,08%) / 2009: Pro Bruxsel (1,67%), Egalité (1,05%), Musulmans.be (0,99%), PC-PSL-LCR-PH (0,50%), CDF (0,44%), Vélorution! (0,34%), RWF (0,32%), FDB (0,14%), CAP (0,13%), NATION (0,12%), UNIE (0,12%), Trefle (0,10%), DP (0,07%), PSH (0,03%) / 2014: Debout les Belges! (2,30%), ISLAM (1,70%), Pirate (0,74%), La Droite (0,73%), Pro Bruxsel (0,72%), VEGA (0,51%), NATION (0,33%), Gauches Communes (0,21%), Égalitaires! (0,18%), R (0,18%), BUB (0,13%), PL (0,11%), RWF (0,04%), FE-MDCEJ (0,03%) / 2019: Collectif Citoyen (0,52%), act-SALEM (0,39%), Plan B (0,29%), Hé (0,18%),be@eu (0,18%) / 2024: Collectif Citoyen (1,45%), TRANSPARENCE (0,33%), Plan B (0,27%) / 
Verkozenen 2004:
| PS: 1. Mohamed Azzouzi 2. Sfia Bouarfa 3. Michèle Carthé 4. Mohamed Daif 5. Willy Decourty 6. Magda De Galan 7. Amina Derbaki Sbaï 8. Bea Diallo 9. Françoise Dupuis 10. Ahmed El Ktibi 11. Nadia El Yousfi 12. Isabelle Emmery 13. Véronique Jamoulle 14. Emir Kir 15. Fadila Laanan 16. Mohamed Lahlali 17. Karine Lalieux 18. Rachid Madrane 19. Emin Özkara 20. Charles Picqué 21. Mahfoudh Romdhani 22. Fatiha Saidi 23. Freddy Thielemans 24. Eric Tomas 25. Rudi Vervoort 26. Carine Vyghen | MR: 1. Eric André 2. Danielle Caron 3. Bernard Clerfayt 4. Olivier De Clippele 5. François-Xavier de Donnea 6. Yves de Jonghe d'Ardoye d'Erp 7. Serge de Patoul 8. Corinne De Permentier 9. Alain Destexhe 10. Vincent De Wolf 11. Willem Draps 12. Nathalie Gilson 13. Didier Gosuin 14. Michèle Hasquin-Nahum 15. Marion Lemesre 16. Isabelle Molenberg 17. Caroline Persoons 18. Philippe Pivin 19. Martine Payfa 20. Souad Razzouk 21. Jacqueline Rousseaux 22. Frédérique Ries 23. Françoise Schepmans 24. Jacques Simonet 25. Viviane Teitelbaum | cdH: 1. Benoît Cerexhe 2. Julie De Groote 3. Stéphane de Lobkowicz 4. Francis Delpérée 5. André du Bus de Warnaffe 6. Bertin Mampaka Mankamba 7. Joëlle Milquet 8. Fatima Moussaoui 9. Clotilde Nyssens 10. Joël Riguelle Ecolo: 1. Dominique Braeckman 2. Céline Delforge 3. Christos Doulkeridis 4. Josy Dubié 5. Paul Galand 6. Evelyne Huytebroeck 7. Yaron Pesztat Front National: 1. Paul Arku 2. Daniel Féret 3. Audrey Rorive 4. Christiane Van Nieuwenhoven | Vlaams Blok: 1. Johan Demol 2. Frédéric Erens 3. Dominiek Lootens-Stael 4. Valérie Seyns 5. Jos Van Assche 6. Greet Van Linter VLD-Vivant: 1. Els Ampe 2. Carla Dejonghe 3. Guy Vanhengel 4. Jean-Luc Vanraes sp.a-spirit: 1. Fouad Ahidar 2. Marie-Paule Quix 3. Pascal Smet CD&V-N-VA: 1. Jos Chabert 2. Brigitte Grouwels 3. Walter Vandenbossche Groen!: 1. Adelheid Byttebier |

Verkozenen 2009:
| MR: 1. Françoise Bertieaux 2. Jacques Brotchi 3. Bernard Clerfayt 4. Olivier De Clippele 5. Armand De Decker 6. Serge de Patoul 7. Corinne De Permentier 8. Alain Destexhe 9. Vincent De Wolf 10. Willem Draps 11. Anne-Charlotte d'Ursel 12. Béatrice Fraiteur 13. Didier Gosuin 14. Cécile Jodogne 15. Marion Lemesre 16. Olivier Maingain 17. Gisèle Mandaila Malamba 18. Isabelle Molenberg 19. Martine Payfa 20. Caroline Persoons 21. Philippe Pivin 22. Françoise Schepmans 23. Antoinette Spaak 24. Viviane Teitelbaum | PS: 1. Mohamed Azzouzi 2. Sfia Bouarfa 3. Michèle Carthé 4. Philippe Close 5. Mohamed Daif 6. Caroline Désir 7. Bea Diallo 8. Françoise Dupuis 9. Ahmed El Ktibi 10. Nadia El Yousfi 11. Jamal Ikazban 12. Emir Kir 13. Fadila Laanan 14. Karine Lalieux 15. Mohamed Ouriaghli 16. Emin Özkara 17. Charles Picqué 18. Fatiha Saïdi 19. Freddy Thielemans 20. Eric Tomas 21. Rudi Vervoort | Ecolo: 1. Aziz Albishari 2. Jean-Claude Defossé 3. Céline Delforge 4. Anne Dirix 5. Christos Doulkeridis 6. Anne Herscovici 7. Evelyne Huytebroeck 8. Zakia Khattabi 9. Vincent Lurquin 10. Alain Maron 11. Ahmed Mouhssin 12. Jacques Morel 13. Marie Nagy 14. Arnaud Pinxteren 15. Barbara Trachte 16. Sarah Turine | cdH: 1. Benoît Cerexhe 2. Francis Delpérée 3. André du Bus de Warnaffe 4. Ahmed El Khannouss 5. Hamza Fassi-Fihri 6. Céline Fremault 7. Bertin Mampaka Mankamba 8. Pierre Migisha 9. Joëlle Milquet 10. Mahinur Ozdemir 11. Joël Riguelle | Open Vld: 1. Els Ampe 2. Carla Dejonghe 3. Guy Vanhengel 4. Jean-Luc Vanraes sp.a: 1. Fouad Ahidar 2. Sophie Brouhon 3. Elke Roex 4. Pascal Smet Vlaams Belang: 1. Johan Demol 2. Dominiek Lootens-Stael 3. Greet Van Linter CD&V: 1. Brigitte Grouwels 2. Steven Vanackere 3. Walter Vandenbossche Groen!: 1. Bruno De Lille 2. Annemie Maes N-VA: 1. Paul De Ridder |

Verkozenen 2014:
| PS: 1. Mohamed Azzouzi 2. Philippe Close 3. Caroline Désir 4. Bea Diallo 5. Ahmed El Ktibi 6. Nadia El Yousfi 7. Isabelle Emmery 8. Marc-Jean Ghyssels 9. Amet Gjanaj 10. Jamal Ikazban 11. Véronique Jamoulle 12. Hasan Koyuncu 13. Fadila Laanan 14. Rachid Madrane 15. Catherine Moureaux 16. Mohamed Ouriaghli 17. Emin Özkara 18. Charles Picqué 19. Simone Susskind 20. Sevket Temiz 21. Rudi Vervoort | MR: 1. Françoise Bertieaux 2. Jacques Brotchi 3. Alain Courtois 4. Olivier De Clippele 5. Armand De Decker 6. Corinne De Permentier 7. Alain Destexhe 8. Vincent De Wolf 9. Boris Dilliès 10. Willem Draps 11. Dominique Dufourny 12. Anne-Charlotte d'Ursel 13. Abdallah Kanfaoui 14. Marion Lemesre 15. Zahoor Manzoor 16. Jacqueline Rousseaux 17. Viviane Teitelbaum 18. Gaëtan Van Goidsenhoven | FDF: 1. Eric Bott 2. Michel Colson 3. Bernard Clerfayt 4. Emmanuel De Bock 5. Serge de Patoul 6. Barbara d'Ursel-de Lobkowicz 7. Didier Gosuin 8. Cécile Jodogne 9. Fabian Maingain 10. Joëlle Maison 11. Martine Payfa 12. Caroline Persoons cdH: 1. Benoît Cerexhe 2. Julie De Groote 3. André du Bus de Warnaffe 4. Ahmed El Khannouss 5. Hamza Fassi-Fihri 6. Pierre Kompany 7. Bertin Mampaka Mankamba 8. Joëlle Milquet 9. Mahinur Ozdemir | Ecolo: 1. Céline Delforge 2. Christos Doulkeridis 3. Isabelle Durant 4. Arnaud Pinxteren 5. Barbara Trachte 6. Zoé Genot 7. Evelyne Huytebroeck 8. Alain Maron PTB-PVDA-GO!: 1. Mathilde El Bakri 2. Claire Geraets 3. Youssef Handichi 4. Michaël Verbauwhede | Open Vld: 1. Els Ampe 2. René Coppens 3. Stefan Cornelis 4. Carla Dejonghe 5. Guy Vanhengel sp.a: 1. Fouad Ahidar 2. Elke Roex 3. Pascal Smet Groen: 1. Bruno De Lille 2. Annemie Maes 3. Arnaud Verstraete N-VA: 1. Liesbet Dhaene 2. Cieltje Van Achter 3. Johan Van Den Driessche CD&V: 1. Paul Delva 2. Brigitte Grouwels Vlaams Belang: 1. Dominiek Lootens-Stael |

Verkozenen 2019:
| PS: 1. Leila Agic 2. Delphine Chabbert 3. Philippe Close 4. Ridouane Chahid 5. Ibrahim Dönmez 6. Nadia El Yousfi 7. Isabelle Emmery 8. Marc-Jean Ghyssels 9. Jamal Ikazban 10. Hasan Koyuncu 11. Fadila Laanan 12. Rachid Madrane 13. Mohamed Ouriaghli 14. Emin Özkara 15. Sevket Temiz 16. Rudi Vervoort 17. Julien Uyttendaele | Ecolo: 1. Barbara de Radiguès de Chennevière 2. Zoé Genot 3. Marie Lecocq 4. Rajae Maouane 5. Alain Maron 6. Ahmed Mouhssin 7. Isabelle Pauthier 8. John Pitseys 9. Magali Plovie 10. Tristan Roberti 11. Matteo Segers 12. Kalvin Soiresse Njall 13. Hicham Talhi 14. Farida Tahar 15. Barbara Trachte | MR: 1. Alexia Bertrand 2. Geoffroy Coomans de Brachène 3. Aurélie Czekalski 4. Clémentine Barzin 5. Vincent De Wolf 6. Boris Dilliès 7. Dominique Dufourny 8. Anne-Charlotte d'Ursel 9. David Leisterh 10. Françoise Schepmans 11. Viviane Teitelbaum 12. Gaëtan Van Goidsenhoven 13. David Weytsman | PTB: 1. Francis Dagrin 2. Caroline De Bock 3. Françoise De Smedt 4. Elisa Groppi 5. Ahmad Haagiloee 6. Youssef Handichi 7. Jean-Pierre Kerckhofs 8. Stéphanie Koplowicz 9. Leila Lahssaini 10. Petya Obolensky | DéFI: 1. Bernard Clerfayt 2. Emmanuel De Bock 3. Ariane de Lobkowicz-d'Ursel 4. Jonathan de Patoul 5. Cécile Jodogne 6. Marc Loewenstein 7. Christophe Magdalijns 8. Joëlle Maison 9. Marie Nagy 10. Michaël Vossaert cdH: 1. Christophe De Beukelaer 2. Céline Fremault 3. Gladys Kazadi 4. Pierre Kompany 5. Véronique Lefrancq 6. Bertin Mampaka Mankamba DierAnimal: 1. Victoria Austraet | Groen: 1. Juan Benjumea Moreno 2. Lotte Stoops 3. Elke Van den Brandt 4. Arnaud Verstraete N-VA: 1. Cieltje Van Achter 2. Mathias Vanden Borre 3. Gilles Verstraeten Open Vld: 1. Carla Dejonghe 2. Sven Gatz 3. Guy Vanhengel One.brussels-sp.a: 1. Fouad Ahidar 2. Els Rochette 3. Pascal Smet CD&V: 1. Bianca Debaets Vlaams Belang: 1. Dominiek Lootens-Stael Agora: 1. Pepijn Kennis PVDA: 1. Jan Busselen |

Verkozenen 2024:
| MR: 1. Loubna Azghoud 2. Clémentine Barzin 3. Kristela Bytyçi 4. Geoffroy Coomans de Brachène 5. Aurélie Czekalski 6. Louis de Clippele 7. Ariane de Lobkowicz-d'Ursel 8. Vincent De Wolf 9. Anne-Charlotte d'Ursel 10. Amin El Boujdaini 11. Sadik Köksal 12. Hadja Lahbib 13. David Leisterh 14. Bertin Mampaka Mankamba 15. Amélie Pans 16. Françoise Schepmans 17. Eléonore Simonet 18. Gaëtan Van Goidsenhoven 19. David Weytsman 20. Olivier Willocx | PS: 1. Leila Agic 2. Nawal Ben Hamou 3. Martin Casier 4. Ibrahim Dönmez 5. Nadia El Yousfi 6. Isabelle Emmery 7. Marc-Jean Ghyssels 8. Jamal Ikazban 9. Hasan Koyuncu 10. Ahmed Laaouej 11. Fadila Laanan 12. Karine Lalieux 13. Mohamed Ouriaghli 14. Emin Özkara 15. Sevket Temiz 16. Rudi Vervoort 17. Yusuf Yildiz | PTB: 1. Bruno Bauwens 2. Francis Dagrin 3. Octave Daube 4. Françoise De Smedt 5. Josiane Dostie 6. Mihaela Drozd 7. Mohammed El Bouzidi 8. Hanina El Hamamouchi 9. Soulaimane El Mokadem 10. Danaé Michaux Maimone 11. Patricia Parga Vega 12. Marisol Revelo Paredes 13. Oliver Rittweger de Moor 14. Mehdi Talbi 15. Manon Vidal | Les Engagés: 1. Sofia Bennani 2. Marie Cruysmans 3. Christophe De Beukelaer 4. Alain Deneef 5. Elhadj Moussa Diallo 6. Gladys Kazadi 7. Mounir Laarissi 8. Stéphanie Lange Ecolo: 1. Margaux De Ré 2. Zakia Khattabi 3. Marie Lecocq 4. Alain Maron 5. Matteo Segers 6. Kalvin Soiresse Njall 7. Barbara Trachte | DéFI: 1. Bernard Clerfayt 2. Ludivine de Magnanville 3. Jonathan de Patoul 4. Cécile Jodogne 5. Joëlle Maison 6. Fabian Maingain 7. Marie Nagy | Groen: 1. Celia Groothedde 2. Emile Luhahi 3. Lotte Stoops 4. Elke Van den Brandt Team Fouad Ahidar: 1. Fouad Ahidar 2. Najima El Arbaoui 3. Ilyas El Omari N-VA: 1. Cieltje Van Achter 2. Mathias Vanden Borre Open Vld: 1. Imane Belguenani 2. Sven Gatz Vooruit.brussels: 1. Ans Persoons 2. Pascal Smet Vlaams Belang: 1. Bob De Brabandere 2. Sonja Hoylaerts CD&V: 1. Benjamin Dalle PVDA: 1. Jan Busselen |

### Vlaams Parlement
De inwoners die gestemd hebben op een Nederlandstalige lijst voor het Brussels Hoofdstedelijk Parlement, verkiezen eveneens rechtstreeks 6 van de 124 leden voor het Vlaams Parlement. Deze 6 leden kunnen enkel stemmen over Vlaamse gemeenschapsmateries, en niet over zaken die enkel over het Vlaams Gewest gaan.
Deze rechtstreekse verkiezing is voorzien sinds het Lombardakkoord van 2001.
| Brussel-Hoofdstad | Brussel-Hoofdstad                                             | 2004   | 2004   | 2009   | 2009   | 2014   | 2014   | 2019   | 2019   | 2024   | 2024   |
| Partij            | Partij                                                        | %      | Zetels | %      | Zetels | %      | Zetels | %      | Zetels | %      | Zetels |
| ----------------- | ------------------------------------------------------------- | ------ | ------ | ------ | ------ | ------ | ------ | ------ | ------ | ------ | ------ |
|                   | Groen                                                         | 8,18   | 1      | 13,50  | 1      | 20,54  | 1      | 28,03  | 2      | 22,71  | 2      |
|                   | Team Fouad Ahidar                                             | -      | -      | -      | -      | -      | -      | -      | -      | 17,97  | 1      |
|                   | N-VA                                                          | -      | -      | 5,68   | 0      | 18,32  | 1      | 18,96  | 2      | 11,66  | 1      |
|                   | sp.a-Spirit1 / sp.a2 / sp.a-One.brussels3 / Vooruit.brussels4 | 17,441 | 1      | 16,972 | 1      | 18,322 | 1      | 13,383 | 1      | 10,714 | 1      |
|                   | Vl.Blok1 / Vl.Belang2                                         | 34,111 | 3      | 17,732 | 1      | 5,702  | 0      | 8,492  | -      | 10,682 | 1      |
|                   | VLD-Vivant1 / Open Vld2                                       | 20,561 | 1      | 23,172 | 2      | 24,012 | 2      | 16,332 | 1      | 10,662 | 0      |
|                   | PVDA                                                          | 0,43   | -      | 1,39   | -      | -      | -      | 6,38   | 0      | 8,06   | 0      |
|                   | CD&V-N-VA1 / CD&V2                                            | 15,211 | 1      | 15,152 | 1      | 12,092 | 1      | 8,422  | 0      | 6,352  | 0      |
|                   | LDD                                                           | -      | -      | 4,12   | -      | -      | -      | -      | -      | -      | -      |
|                   | SLP                                                           | -      | -      | 0,89   | -      | -      | -      | -      | -      | -      | -      |
|                   | Anderen(*)                                                    | 1,67   | 0      | 1,41   | 0      | 0,93   | 0      | 0,00   | 0      | 1,19   | 0      |

 (*) 2004: BUB (1,09%), VDB (0,58%) / 2009: BUB (1,41%) / 2014: PENSIO(EN) PLUS (0,93%) / 2024: Voor U (1,19%) / 
Verkozenen 2004:
| Vlaams Blok: 1. Erik Arckens 2. Johan Demol 3. Monique Moens | VLD-Vivant: 1. Sven Gatz sp.a-spirit: 1. Bert Anciaux CD&V-N-VA: 1. Steven Vanackere |

Verkozenen 2009:
| Open Vld: 1. Ann Brusseel 2. Sven Gatz sp.a: 1. Yamila Idrissi | Vlaams Belang: 1. Johan Demol CD&V: 1. Brigitte Grouwels Groen!: 1. Luckas Van der Taelen |

Verkozenen 2014:
| Open Vld: 1. Lionel Bajart 2. Ann Brusseel Groen: 1. Elke Van den Brandt | N-VA: 1. Karl Vanlouwe sp.a: 1. Yamila Idrissi CD&V: 1. Bianca Debaets |

Verkozenen 2019:
| Groen: 1. Stijn Bex 2. Celia Groothedde N-VA: 1. Annabel Tavernier 2. Karl Vanlouwe | sp.a-one.brussels: 1. Hannelore Goeman Open Vld: 1. Els Ampe |

Verkozenen 2024:
| Groen: 1. Bram Jaques 2. Nadia Naji Team Fouad Ahidar: 1. M'Hamed Kasmi N-VA: 1. Karl Vanlouwe | Vooruit.brussels: 1. Hannelore Goeman Vlaams Belang: 1. Dominiek Lootens-Stael |

### Franse Gemeenschapsparlement
De Franstalige leden van het Brussels Hoofdstedelijk Parlement vaardigen 19 leden af naar het Parlement van de Franse Gemeenschap (en worden dus niet rechtstreeks verkozen door de inwoners). De andere 75 leden daarvan komen uit het Waals Parlement.

### Kamer van volksvertegenwoordigers
De kieskring ontstond in 2012 door het splitsen van de kieskring Brussel-Halle-Vilvoorde (waarbij Halle-Vilvoorde nu samen met Leuven de kieskring Vlaams-Brabant vormt).
| Brussel-Hoofdstad | Brussel-Hoofdstad   | 2014   | 2014   | 2019   | 2019   | 2024  | 2024   |
| Partij            | Partij              | %      | Zetels | %      | Zetels | %     | Zetels |
| ----------------- | ------------------- | ------ | ------ | ------ | ------ | ----- | ------ |
|                   | PS                  | 24,86  | 5      | 19,98  | 3      | 18,60 | 4      |
|                   | sp.a                | 1,93   | -      | -      | -      | -     | -      |
|                   | cdH1 / Les Engagés2 | 9,311  | 2      | 5,821  | 1      | 9,522 | 2      |
|                   | CD&V                | 1,64   | -      | 1,31   | -      | -     | -      |
|                   | MR                  | 23,07  | 4      | 17,47  | 3      | 23,15 | 4      |
|                   | Open Vld            | 2,66   | -      | 2,30   | -      | -     | -      |
|                   | PVDA-PTB            | 3,84   | -      | 12,28  | 2      | 16,75 | 3      |
|                   | Ecolo               | 10,45  | 2      | 21,57  | 4      | 11,30 | 2      |
|                   | N-VA                | 2,65   | -      | 3,19   | -      | 2,79  | -      |
|                   | FDF1 / DéFI2        | 11,091 | 2      | 10,282 | 2      | 6,582 | 1      |
|                   | Listes Destexhe     | -      | -      | 2,57   | -      | -     | -      |
|                   | PP                  | 1,73   | -      | 1,69   | -      |       |        |
|                   | Vl.Belang           | 1,03   | -      | 1,56   | -      | 2,46  | -      |
|                   | Anderen(*)          | 5,69   | 0      | 0,00   | 0      | 8,84  | 0      |

 (*) 2014: Debout les Belges! (2,23%), ISLAM (1,88%), La Droite (0,43%), NATION (0,33%), Gauches Communes (0,29%), Égalitaires! (0,19%), PL (0,11%), MG (0,11%), Agora Erasmus (0,08%), LaLutte-DeStrijd (0,04%) / 2024: Team Fouad Ahidar (4,78%), Collectif Citoyen (1,27%), Partij BLANCO (0,63%), Volt Europa (0,58%), Lutte Ouvrière (0,36%) / Agora (0,33%), Belg.Unie - BUB (0,31%), Voor U / Pour Vous (0,30%), l'Unie (0,28%)  / 
Verkozenen 2014:
| PS: 1. Nawal Ben Hamou 2. Emir Kir 3. Ahmed Laaouej 4. Karine Lalieux 5. Laurette Onkelinx MR: 1. Philippe Pivin 2. Didier Reynders 3. Françoise Schepmans 4. Damien Thiéry | FDF: 1. Véronique Caprasse 2. Olivier Maingain cdH: 1. Francis Delpérée 2. Céline Fremault Ecolo: 1. Benoît Hellings 2. Zakia Khattabi |

Verkozenen 2019:
| Ecolo: 1. Séverine de Laveleye 2. Zakia Khattabi 3. Gilles Vanden Burre 4. Tinne Van der Straeten PS: 1. Caroline Désir 2. Ahmed Laaouej 3. Emir Kir | MR: 1. Michel De Maegd 2. Didier Reynders 3. Sophie Wilmès DéFI: 1. François De Smet 2. Sophie Rohonyi | PVDA-PTB: 1. Nabil Boukili 2. Maria Vindevoghel cdH: 1. Georges Dallemagne |

Verkozenen 2024:
| MR: 1. Alexia Bertrand 2. Michel De Maegd 3. Valérie Glatigny 4. Youssef Handichi PS: 1. Ridouane Chahid 2. Philippe Close 3. Caroline Désir 4. Lydia Mutyebele Ngoi | PVDA-PTB: 1. Nabil Boukili 2. Julien Ribaudo 3. Annik Van den Bosch Les Engagés: 1. Elisabeth Degryse 2. Pierre Kompany | Ecolo: 1. Rajae Maouane 2. Tinne Van der Straeten DéFI: 1. François De Smet |